# Zhulin (köpinghuvudort i Kina, Jiangsu Sheng, lat 31,74, long 119,45)
Zhulin (kinesiska: 朱林, 朱林镇) är en köpinghuvudort i Kina. Den ligger i provinsen Jiangsu, i den östra delen av landet, omkring 72 kilometer sydost om provinshuvudstaden Nanjing. Antalet invånare är 32 098. Befolkningen består av 16 336 kvinnor och 15 762 män. Barn under 15 år utgör 9,0 %, vuxna 15-64 år 73 %, och äldre över 65 år 17,0 %.
Runt Zhulin är det tätbefolkat, med 459 invånare per kvadratkilometer. Närmaste större samhälle är Yanling, 15,8 km norr om Zhulin. Trakten runt Zhulin består till största delen av jordbruksmark.
Genomsnittlig årsnederbörd är 1 525 millimeter. Den regnigaste månaden är juli, med i genomsnitt 289 mm nederbörd, och den torraste är januari, med 43 mm nederbörd.